# Магнес (Арканзас)
Магнес (енгл. Magness) град је у америчкој савезној држави Арканзас.

## Демографија
По попису из 2010. године број становника је 202, што је 11 (5,8%) становника више него 2000. године.
| Група             | 2000.       | 2010.       |
| Белци             | 188 (98,4%) | 195 (96,5%) |
| Афроамериканци    | 0 (0,0%)    | 0 (0,0%)    |
| Азијати           | 0 (0,0%)    | 1 (0,5%)    |
| Хиспаноамериканци | 1 (0,5%)    | 1 (0,5%)    |
| Укупно            | 191         | 202         |